# Erik Gundersen

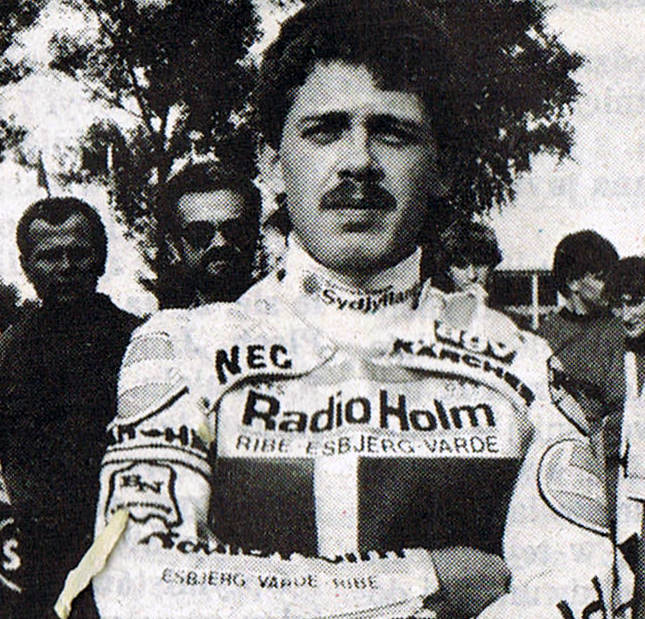
Erik Gundersen (1993)

Erik Gundersen (* 8. Oktober 1959 in Esbjerg) ist ein ehemaliger dänischer Bahnsportler. Er gewann drei Speedway-Einzel-Weltmeistertitel und zwei Langbahn-Weltmeistertitel.

## Karriere
Erik Gundersen begann seine Speedway-Motorsportkarriere 1979 bei den Cradley Heathens aus Dudley. Mit dem Clubteam gewann er 1981 und 1983 den Titel in der britischen Meisterschaft.
1981 und von 1983 bis 1988 gewann er den Weltmeistertitel in der Team-Wertung. In den Jahren 1985 bis 1989 wurde er Paar-Weltmeister. Von 1983 bis 1986 wurde er in Folge dänischer Meister. 1989 konnte er sich nochmals den Titel in der dänischen Meisterschaft sichern.
Seine größten Erfolge waren die drei Weltmeistertitel 1984, 1985 und 1988 in der Einzelwertung und die zwei Langbahn-Weltmeistertitel 1984 und 1986.
Gundersen wurde im Finale der Team-Weltmeisterschaft 1989 im englischen Bradford in einen Unfall verwickelt, in dem er stürzte und dabei schwer verletzt wurde. Er lag längere Zeit im Koma und musste daraufhin seine Motorsportkarriere beenden. Nach dem Ende seiner Laufbahn wurde er Trainer des dänischen Nationalteams. Seit 1996 ist er Mitglied der Hall of Fame des dänischen Sports.